# Daniel Wallace
Daniel Wallace (Birmingham, 22 gennaio 1959) è uno scrittore statunitense.

## Biografia
Nato a Birmingham, in Alabama nel 1959, vive a Chapel Hill dove insegna all'Università della Carolina del Nord. Ha pubblicato diversi racconti su varie riviste letterarie ma è celebre soprattutto per essere l'autore del romanzo Big Fish: A Novel of Mythic Proportions, da cui Tim Burton nel 2003 ha tratto il film Big Fish - Le storie di una vita incredibile.

## Opere
- Big Fish (Big Fish: A Novel of Mythic Proportions) (1998), Milano, Tropea, 2003 - Milano, Il Saggiatore, 2014
- Ray in Reverse (2000)
- Il re dei cocomeri (The Watermelon King) (2003), Milano, Tropea, 2006
- O Great Rosenfeld! (2005)
- O Great Rosenfeld! Part the 2 (2005)
- Off the Map (2005)
- Mr. Sebastian e l'ombra del diavolo (Mr. Sebastian and the Negro Magician) (2007), Roma, Newton Compton, 2008
- The Kings and Queens of Roam (2013)